# پلیس من (فیلم)
پلیس من (انگلیسی: My Policeman) فیلمی در ژانر درام عاشقانه به کارگردانی مایکل گرندیج است که در نوامبر ۲۰۲۲ منتشر شد. این فیلم براساس رمانی به همین نام نوشتهٔ بیتان رابرتز ساخته شده و داستان دو مرد همجنس‌گرا در سال ۱۹۶۰ را روایت می‌کند. بازیگران آن هری استایلز، اما کورین، جینا مک‌کی، لاینس روچ، دیوید داوسون، و روپرت اورت هستند.

## بازیگران
- هری استایلز در نقش تام برگس
- اما کورین در نقش ماریون
- دیوید داوسون در نقش پاتریک هازلوود
- لاینس روچ در نقش پیری تام
- روپرت اورت در نقش پیری پاتریک
- جینا مک‌کی در نقش پیری ماریون

## انتشار
پلیس من در ۲۱ اکتبر ۲۰۲۲ اکران محدودی داشته و در ۴ نوامبر ۲۰۲۲ به‌صورت استریم از طریق پرایم ویدئو عرضه شد.

## جوایز
بازیگران اصلی به‌عنوان برندگان جمعی جایزه بازیگری در TIFF's Tribute Awards معرفی شدند ، این اولین باری بود که این جایزه‌ جای یک فرد به یک گروه اهدا شد. 